# Dell
Dell Inc. — американская компания, один из крупнейших в мире производителей вычислительной техники.
Штаб-квартира находится в Раунд-Роке в штате Техас в США.
Основана Майклом Деллом в 1984 году, по состоянию на 2020-е годы Делл остаётся основным владельцем и председателем совета директоров и генеральным директором компании. В первые два десятилетия компания фокусировалась в основном на производстве и сбыте персональных компьютеров и ноутбуков, с 1990-х годов освоила производство серверного оборудования.
В 1988 году осуществила первичное размещение; к 1992 году вошла в список 500 крупнейших компаний.
В 2013 году Делл выкупил акции компании, сделав её частной.
С поглощением в 2015 году производителя систем хранения данных для организаций — корпорации EMC — сформировано два крупных направления: серверных систем (Dell EMC, впоследствии Infrastructure Solutions) и персональных систем (Client Solutions), объединённые структурой под наименованием Dell Technologies, акции которой в 2018 году выведены на Нью-Йоркскую фондовую биржу (тикер DELL).

## История

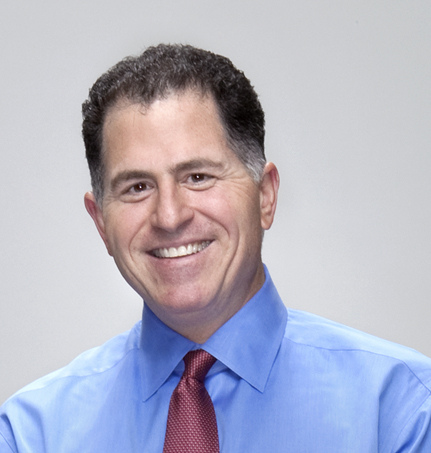
Майкл Делл — основатель компании

Торговлю компьютерами Майкл Делл начал сразу, как поступил в Техасский университет в Остине; он покупал оптом комплектующие к компьютерам IBM, собирал их и продавал по почте (стартовый капитал бизнеса Майкла Делла составил[когда?] 1000 долл.). Вскоре его бизнес начал приносить по $80 тыс. в месяц, и в 1984 году он бросил университет и основал компанию PC Limited.
Продукция компании Делла пользовалась спросом благодаря высокому качеству сборки и низкой цене и за первый год оборот компании составил $6 млн, а за второй — 40 млн долл.
Для дальнейшего роста компании в качестве президента в 1986 году был приглашён бывший инвестиционный банкир Ли Уолкер (E. Lee Walker), а также нанята группа специалистов по маркетингу.
В 1988 году были открыты филиалы в Великобритании и Канаде.
В июне 1988 года компания стала публичной, разместив свои акции на бирже NASDAQ и сменила название на Dell Computer.
На рост конкуренции в конце 1980-х годов компания ответила использованием наиболее передовых на то время технологий — микропроцессора Intel 80386 и операционной системы Unix, также была собрана собственная команда инженеров, что позволило не просто продавать клоны компьютеров IBM, а собирать свои модели. Продажи в США в 1989 году достигли $258 млн, ещё $40 млн принёс британский рынок, начались продажи в ФРГ.
Компания продолжала придерживаться стратегии прямых продаж — заказы принимались по телефону и выполнялись по почте.
В 1990 году открылись филиалы в Италии и Франции, начал работу завод в Ирландии для обслуживания европейских клиентов; всё большую роль в деятельности начало иметь производство серверов для корпораций, из $546 млн выручки в 1990 году 40 % пришлось на крупных клиентов. В 1991 году Dell выпустила свой первый ноутбук, также начался выпуск факсов и компакт-дисков. В 1993 году выручка компании достигла $2 млрд, из них более трети пришлось на зарубежные рынки — начались продажи в Японии, Австралии и Латинской Америке. В 1995 году компания начала выпуск ноутбуков с процессором Pentium и компьютеров с двумя процессорами, она вошла в пятёрку крупнейших компаний по продаже компьютеров с долей на мировом рынке 4 %. В 1996 году был открыт завод в Малайзии, также в этом году началась торговля через интернет, уже через три года на этот канал приходилось 40 % продаж. В 1998 году в Сямыне (КНР) был открыт третий зарубежный завод, компания поднялась на второе место в мире с долей на рынке 9 %. В 1999 году были открыты заводы в Теннесси и Бразилии, выручка превысила $25 млрд, а чистая прибыль составила 1,86 млрд.
Dell удалось лучше других производителей компьютеров выдержать крах доткомов 2000 года, и в 2001 году она стала крупнейшей компанией отрасли с долей 13 %. В конце 2001 года был создан альянс с EMC по разработке и производству устройств хранения данных. В 2002 году начался выпуск карманных компьютеров, а в 2003 году — принтеров и телевизоров. В середине 2003 года компания сократила своё название до Dell, Inc.
В последующие годы у компании начались проблемы с качеством, в 2006 году ей пришлось отозвать 4,1 млн единиц техники, и она утратила лидерство в пользу Hewlett-Packard.
В 2009 году Dell приобрела Perot Systems — компанию Росса Перо, специализирующуюся на услугах по построению информационно-технологических инфраструктур приблизительно за $3,9 млрд.
В 2013 году Майкл Делл за счёт собственных средств и средств, предоставленных инвестиционной компанией Silver Lake Partners, за $25 млрд выкупил контрольный пакет акций компании с биржи, под контроль Делла перешло 75 % компании и она вновь стала частной.
12 октября 2015 года американская корпорация Dell подписала соглашение о приобретении компании EMC за $67 млрд, что было самой крупной сделкой в истории ИТ-индустрии. Сделка была завершена 7 сентября 2016 года, Dell и EMC стали дочерними структурами новой компании Dell Technologies.
В конце декабря 2018 года акции Dell Technologies были размещены на Нью-Йоркской фондовой бирже.
В 2021 году разработчик программного обеспечения VMware, в котором Dell Technologies принадлежало 80 % акций, был отделён в самостоятельную компанию; через год его поглотила компания Broadcom, в сделке стоимостью 61 млрд долл.

## Деятельность
Основная бизнес-стратегия компании — в «особенной модели прямых продаж». Товар реализуется непосредственно покупателю, минуя посредников; готовые персональные компьютеры собираются только после получения конкретного заказа. На начальном этапе продукция продвигается с использованием каталогов и различных способов рекламы, заказы принимаются по телефону. Впервые в отрасли внедрена идея продажи через Интернет.
Dell делает ставку на три аспекта: поставка компьютеров именно той конфигурации, которую хочет заказчик («на заказ», custom), в требуемые сроки, а также постоянное сервисное сопровождение. Также важным элементом стратегии является непрекращающаяся гонка за минимальными ценами и привлечение клиентов всевозможными бонусами (подарками).
С середины 2000-х годов компания активно развивает собственную розничную сеть. В рамках данной программы Dell открыла большую серию небольших павильонов в крупных торговых центрах в различных городах США, также был открыт крупный магазин в Далласе.
Dell также оказывает поддержку операционной системе Ubuntu.
Заводы:
основная фабрика по сборке компьютеров была в городе Лимерик (Ирландия). Там собирались серверы, ноутбуки и обычные компьютеры. Производственные мощности позволяли при трёхсменной работе обеспечивать потребности всего Европейского региона. Однако позднее, в целях снижения затрат, производство было перемещено на вновь построенный завод в Польше, а затем в Китай.
Подразделения компании по состоянию на 2022 год:
- Infrastructure Solutions Group — серверы и другое оборудование для дата-центров, а также программное обеспечение для серверов, 34 % выручки.
- Client Solutions Group — настольные компьютеры, ноутбуки, периферия (мониторы, проекторы), программное обеспечение, 61 % выручки.

На США приходится 46 % выручки (на 2022).
В списке крупнейших публичных компаний в мире Forbes Global 2000 за 2022 год Dell Technologies заняла 176-е место. В списке крупнейших компаний США по размеру выручки Fortune 500 заняла 31-е место.

### Продукция
Ноутбуки (Ноутбуки Dell, см. Dell laptops):
- Dell Latitude
- Dell Studio[англ.] — линейка (бренд) ноутбуков и настольных компьютеров, ориентированных на основной потребительский рынок.
- Dell XPS[англ.] («eXtreme Performance System») — линейка (бренд) потребительских ноутбуков и настольных компьютеров, выпускаемая компанией с 1993 года.
- Dell Adamo[англ.] (по-итальянски «влюбиться») — тонкий ультрапортативный топовый субноутбук Dell, ориентированный на дизайн и мобильность и призванный составить конкуренцию ноутбуку Apple MacBook Air (с 2009).

Dell Alienware - игровые ноутбуки
Ноутбуки и стационары:
- Dell Inspiron, также нетбуки Inspiron mini
- Dell Vostro[англ.] — модели, ориентированные на малый и средний бизнес
- Dell OptiPlex[англ.] — дектопы и моноблоки (с 1993)
- Dell Dimension[англ.] — дектопы (1993—2007)
- Dell G Series[англ.] — дектопы (с 2018)

### Показатели деятельности

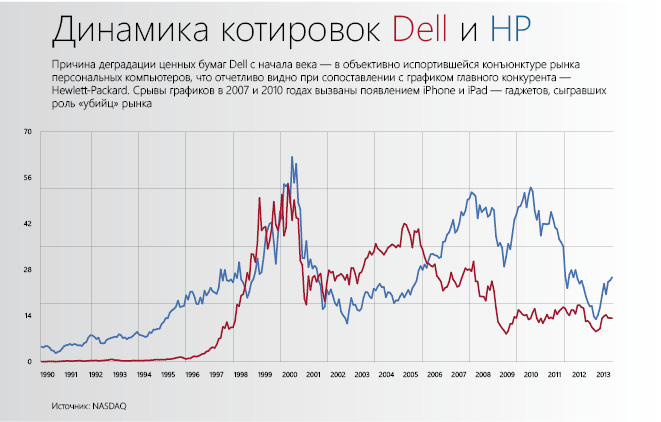
Сравнение динамики котировок акций Dell и HP(1990—2013)

По состоянию на 2011 год общая численность персонала Dell — 100 тыс. человек.
Выручка за 2006 финансовый год, завершившийся 3 февраля 2006 года, составила $55,9 млрд, чистая прибыль — $3,57 млрд.
Выручка компании в 2010 финансовом году (завершился 1 февраля 2010 года) — $52,9 млрд (падение на 13,4 % по сравнению с 2008). Чистая прибыль в 2010 финансовом году — $1,4 млрд (падение на 42 % по сравнению с 2008 годом).
Выручка за 2011 финансовый год составила $61,5 млрд, чистая прибыль — 2,6 млрд долл.
Капитализация на 9 августа 2007 года — $61,1 млрд.
Капитализация в начале 2012 года — около 30 млрд долл.
Финансовые показатели
|                     | 2017   | 2018   | 2019   | 2020   | 2021  | 2022   | 2023   |
| ------------------- | ------ | ------ | ------ | ------ | ----- | ------ | ------ |
| Оборот              | 64,81  | 78,66  | 90,62  | 92,15  | 94,22 | 101,2  | 102,3  |
| Чистая прибыль      | -1,672 | -3,728 | -2,310 | 4,616  | 3,250 | 5,563  | 2,442  |
| Активы              | 118,2  | 122,3  | 111,8  | 118,9  | 123,4 | 92,74  | 89,61  |
| Собственный капитал | 13,24  | 9,326  | -5,765 | -1,574 | 2,479 | -1,685 | -3,122 |

Примечание. Компания заканчивает финансовый год в последнюю пятницу января.

### Dell в России
Генеральный менеджер Dell Technologies в России с сентября 2012 года — Борис Щербаков, пришедший из компании Oracle. В 2021 году занял пятое место в рейтинге высших руководителей в категории «Информационные технологии» по версии ИД «Коммерсантъ».
Московский выделенный центр программных разработок долгое время был основным, где разрабатывалось ПО для всего Европейского региона деятельности Делл. Штат составлял около двухсот программистов, а также тестировщиков и аналитиков. Однако из-за того, что официально Dell в России не работала, все они были трудоустроены в фирме-посреднике Luxoft. Позже вся разработка ПО была передана в Бангалор, Индия.
С 2007 года в России функционирует центр разработок Dell Technologies (бывший центр разработок EMC), который находится в Санкт-Петербурге и создаёт системы хранения, технологии защиты данных, а также конвергентные инфраструктурные решения.
В августе 2022 года, после российского вторжения на Украину, стало известно о том, что Dell окончательно уходит из России, где она являлась крупнейшим (21 %) поставщиком серверов, увольняя 450 (всех) российских сотрудников, которым выплатят по 8—9 окладов и отдадут всю технику

## Собственники и руководство
Трастовому фонду Майкла Делла и его жены (Michael Dell and the Susan Lieberman Dell Separate Property Trust) и фондам под управлением компании Silver Lake Partners по состоянию на январь 2022 года принадлежало 94,4 % голосов (акции классов A и B соответственно). Остальные голоса принадлежат держателям акций класса C, которые с 28 декабря 2018 года котируются на Нью-Йоркской фондовой бирже.
Майкл Делл — председатель совета директоров и генеральный директор.

## Известные проблемы
Летом 2006 года были опубликованы предупреждения о том, что многие из батарей Sony в ноутбуках Dell моделей D410, D500, D505, D510, D520, D600, D610, D620, D800, D810, произведённых между 04.2004 и 18.07.2006, были склонны к возгоранию и взрыву.
Большинство ноутбуков Dell имеет внешний блок питания, который сложно заменить на другой, так как он имеет дополнительный чип, а шнур — дополнительный контакт для определения «свой-чужой». Если блок питания не определяется как соответствующий данной модели, при старте компьютера пользователь может видеть следующее сообщение:
```
The AC power adapter type cannot be determined. Your system will operate slower and the battery will not charge. 
```

Микросхема в блоке питания посылает в ноутбук сигнал о мощности блока питания. Если мощность ниже требуемой для данной модели, и при отсутствии сигнала вообще, режим работы ноутбука меняется для снижения потребления энергии. Может прекратиться зарядка аккумулятора, снизиться производительность.
Аналогичный результат получается при нарушении контакта, по которому передаётся сигнал (например, окисление или загрязнение «иглы» разъёма), и при использовании блока питания какого-то другого производителя, в котором нет микросхемы (но не источника питания Делл от любой другой модели; при подходящим напряжении и мощности — всё работает нормально).
Вернуть частоту процессора можно из ОС, например, с помощью программы rmclock для Windows.